# ائرو ای.۲۵
ائرو ای. ۲۵ (به انگلیسی: Aero A.25) یک هواپیمای ساختِ ائرو ودوکودی است. نخستین استفاده‌کنندهٔ این هواپیما چکسلواکی بوده‌است و در ۱۹۲۰ میلادی نخستین پرواز خود را انجام داد.